# Operation Wetback

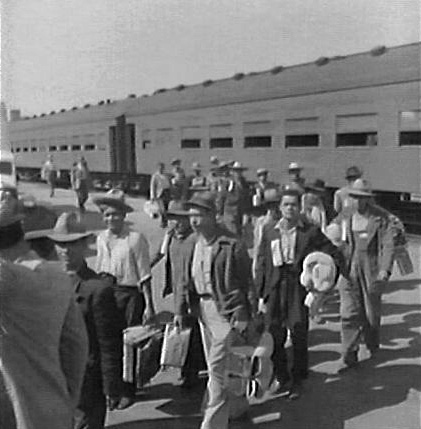
Legale Mexicanen komen aan in Los Angeles (1942)

Operation Wetback was een operatie van de  Immigration and Naturalization Service (de Amerikaanse migratiedienst INS) in 1954 waarbij honderdduizenden illegalen uit de Verenigde Staten werden gedeporteerd. Het betrof voornamelijk Mexicaanse gastarbeiders. De Operatie staat bekend als de grootste massadeportatie uit de geschiedenis van het land.

## Voorgeschiedenis
Veel Amerikaanse boeren maakten gebruik van illegalen uit Mexico. Volgens schattingen waren er voor de operatie van start ging meer dan 1 miljoen mensen illegaal de grens overgestoken. De goedkope Mexicaanse arbeiders verdrongen Amerikaanse werknemers. De denigrerende benaming Wetback verwijst naar de natte rug die de  Mexicaanse arbeiders overhielden toen ze de grensrivier Rio Grande hadden doorwaden bij het binnenkomen van de Verenigde Staten.

## Massadeportatie
Op de eerste dag van de operatie, 15 juli 1954, werden 4800 mensen opgepakt, maar dit viel later terug naar ruim 1000 per dag. De overheid besteedde er veel publiciteit aan, om nieuwe illegalen af te schrikken en uitgezette Mexicanen te ontmoedigen terug te keren. De Mexicanen werden met bus of trein teruggebracht naar hun land, later werden ook schepen ingezet. Het ontschepen gebeurde diep in Mexico, ver van de grens, waardoor een terugkeer naar de Verenigde Staten moeilijker werd gemaakt.
Binnen een jaar tijd werden 80.000 illegalen het land uitgezet, en daarnaast zijn naar schatting nog eens honderdduizenden uit voorzorg het land ontvlucht. Mexicaans-Amerikaanse en burgerrechtenorganisaties uitten kritiek op de werkwijze van de immigratiedienst, onder andere omdat de politie mensen met een "Mexicaans uiterlijk" routinematig controleerde op identificatiebewijzen.
"Wetback" is tegenwoordig een scheldwoord voor Mexicanen of Centraal-Amerikanen in de Verenigde Staten.